# Chuyện tình Marina
Chuyện tình Marina là một bộ phim thuộc thể loại Telenovela tiếng Tây Ban Nha của hãng phim Telemundo nổi tiếng. Bộ phim khởi quay vào ngày 16 tháng 10 năm 2006 và đóng máy vào thứ sáu ngày 28 tháng 6 năm 2007. Bộ phim có sự tham gia của Diễn viên mới nổi Sandra Echeverría cùng với một số Diễn viên đặc biệt như Aylín Mújica, đóng kép hai nhân vật Laura và Verónica Saldivar. Mauricio Ochmann đóng vai Ricardo trong các tập đầu sau đó là Manolo Cardona, ngoài ra còn có sự tham gia của Ilean Almaguer (Patty), Alfonso Dosal (Chuy), Susana Dosamantes (Alberta), Humberto Zurita (Guillermo), Elizabeth Cervantes (Sara), Carlos Caballero (Julio) và Eduardo Victoria (Federico).

## Nội dung

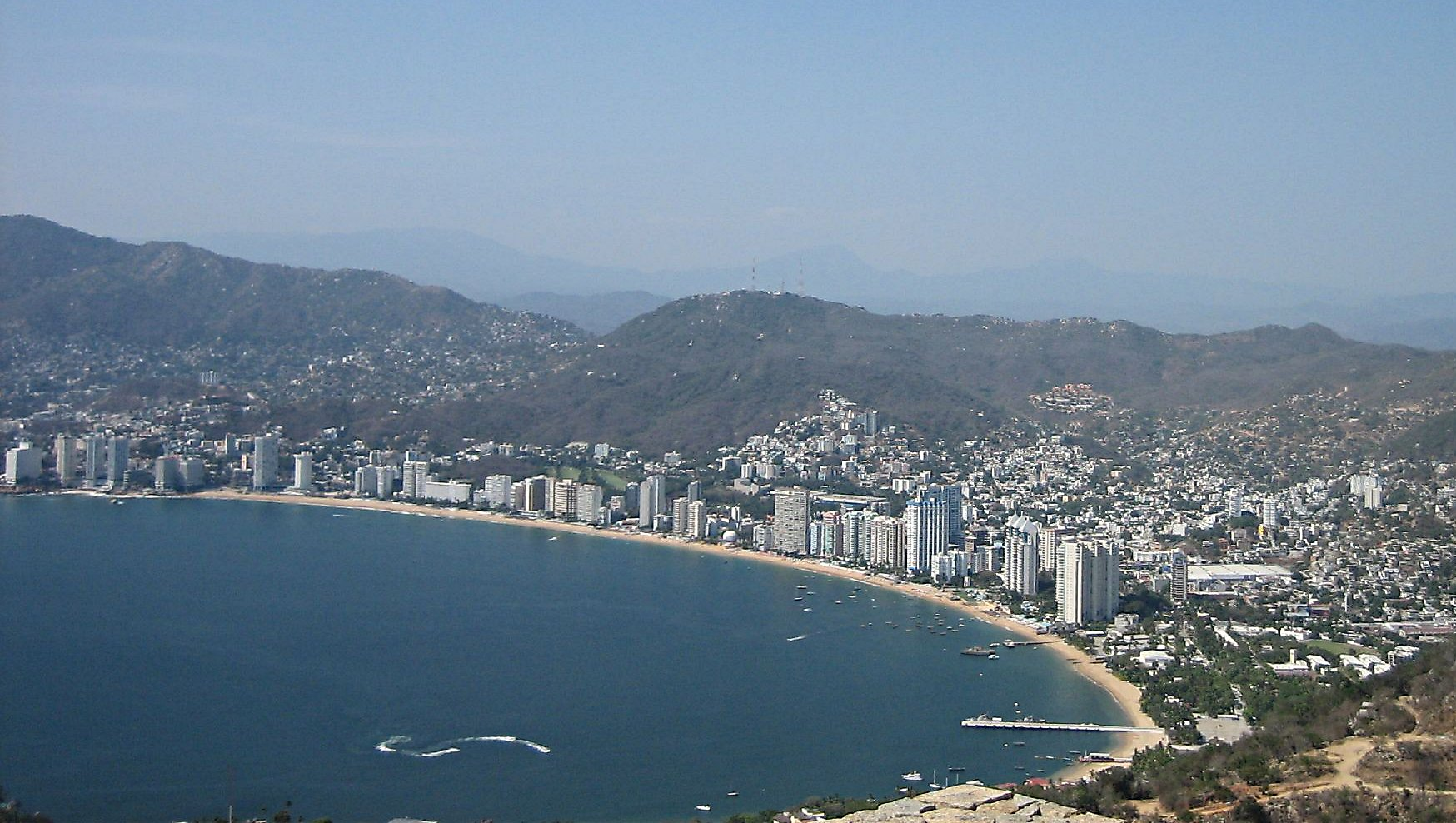
Acapulco, Thành phố trong phim.

Marina - Cô gái trẻ đẹp kiếm sống bằng nghề lái tàu đưa đón khách du lịch được người bác tỉ phú tốt bụng Guillermo đón về sống tại biệt thự Alarcon Morales. Băng sự khiêm tốn của mình cô đã hớp hồn Ricardo Alarcon - Anh chàng đẹp trai, giàu có nhưng không hạnh phúc trong hôn nhân. Vượt qua tất cả, họ đã đến với nhau nhưng cùng thời điểm cô biết mình có thai thì Ricardo bỏ rơi cô vì nghĩ rằng cô đã lừa gạt anh. Marina suy sụp hoàn toàn khi đứa con mới được vài ngày tuổi của cô bị bắt cóc. Tất cả hạnh phúc như vỡ tan trước mắt, Marina sẽ làm gì để vượt qua những gian truân ấy để tìm lại đứa con trai nhỏ mất tích.

## Diễn viên
- Mauricio Ochmann / Manolo Cardona trong vai Ricardo Alarcón Morales
- Sandra Echeverría trong vai Marina Hernández de Alarcón
- Humberto Zurita trong vai Guillermo Alarcón Ferrer
- Aylin Mujica trong vai Laura Saldivar / Verónica Saldivar
- Susana Dosamantes trong vai Alberta Morales Viuda de Alarcón
- Carlos Caballero trong vai Julio
- Marta Aura trong vai Guadalupe "Lupe" Tovar
- Elizabeth Cervantes trong vai Sara
- Eduardo Victoria trong vai Federico Santisbáñez
- Karina Mora trong vai Matilde de Alarcón
- Pablo Azar trong vai Papalote
- Ilean Almaguer trong vai Patricia "Patty" Alarcón Hernández
- Alfonso Dosal trong vai Jesús "Chuy" Tovar (Ricardito Alarcon Hernández)
- Jorge Luis Vasquez trong vai Elías Alarcón Morales
- Angélica Celaya trong vai Rosalba de Santisbáñez
- Beatriz Cecilia trong vai Pastora
- Lourdes Villarreal trong vai Lázara
- Mara Cuevastrong vai Lucía Saldivar
- Gustavo Navarro trong vai Daniel
- Dolores Heredia trong vai Rosa Rosa Hernández